# Hitelesített kibocsátás-csökkentési egység
A hitelesített kibocsátás-csökkentési egység (angolul: Certified Emission Reduction, CER) a szén-dioxid-kvóták egyik típusa, amely a tiszta fejlesztési mechanizmus (TFM) keretében létrejövő beruházás eredményeképpen jön létre. A Kiotói jegyzőkönyv szabályai szerint az I. Mellékletbe tartozó országok használhatják az egységeket (más néven szénhitelt) a szén-dioxid kibocsátási célok betartásához. A CER-ekkel államok és az ENSZ-nél regisztrált magánvállalatok rendelkezhetnek.
A CER lehet hosszútávú (ICER) vagy átmeneti (tCER), a feltehető hatásának időtartamától függően. Mindkét tipus vásárolható az elsődleges piacról (a kibocsátás-csökkentést végző eredeti féltől) vagy a másodlagos piacról (másoktól vett, majd eladott egységek). Jelenleg a CER-ek többsége csak bejegyzésként létezik a TFM jegyzékében. Az egységnek csak azután lesz valódi pénzbeli értéke, miután az üzemeltető kereskedelmi számlájára kerül.